# Standard Cubic Centimeters per Minute
 (janvier 2017).
Si vous disposez d'ouvrages ou d'articles de référence ou si vous connaissez des sites web de qualité traitant du thème abordé ici, merci de compléter l'article en donnant les références utiles à sa vérifiabilité et en les liant à la section « Notes et références ».
Pour les articles homonymes, voir SCCM.
Le SCCM (Standard Cubic Centimeters per Minute) est une unité physique de débit massique d'un fluide, typiquement un gaz. Cette unité correspond au débit du fluide en question en cm3/min, à une densité définie par des conditions standards de température et de pression, et ne doit pas être confondu avec un débit volumique de gaz.